# Rzecznik Praw Ofiar
Rzecznik Praw Ofiar (także Rzecznik Praw Ofiar Przestępstw) – działająca w latach 2000–2001 przy Ministerstwie Spraw Wewnętrznych i Administracji instytucja mająca na celu zapewnienie „przestrzegania praw i poszanowania godności osób pokrzywdzonych”, powołana decyzją ministra Marka Biernackiego. Stanowisko to zajmował Krzysztof Orszagh.
Działalność Rzecznika Praw Ofiar koncentrowała się m.in. na informowaniu osób poszkodowanych o przysługujących im prawach, udzielaniu pomocy prawnej, interweniowaniu w przypadku dokonania nadużyć lub zaniedbań ze strony organów państwa oraz współpracy z urzędami, funkcjonariuszami i pracownikami instytucji publicznych, w szczególności z Ministerstwem Sprawiedliwości; raport z działalności Rzecznika opublikowany przez MSWiA określa liczbę interwencji Rzecznika na 640.
Wydział Rzecznika Praw Ofiar MSWiA zajmował się prowadzeniem ośrodka readaptacyjnego dla ofiar przestępstw we wsi Lubsin w woj. kujawsko-pomorskim oraz pomocą na rzecz funkcjonariuszy Komendy Stołecznej Policji (KSP); interwencje Rzecznika pomogły m.in. w zdobyciu dla KSP gruntów pod budownictwo mieszkaniowe w Markach i utworzeniu ośrodka szkoleniowego policji we wsi Tomice (w części nazywanej Domanówkiem) w gminie Góra Kalwaria.
Zespół ds. Obsługi Rzecznika Praw Ofiar współpracował także, na podstawie umów o wzajemności, z szeregiem organizacji pozarządowych, m.in. Fundacją „Dzieci Niczyje“, Centrum Praw Kobiet czy Fundacją „La Strada“; dzięki zaangażowaniu Rzecznika część organizacji otrzymała dotacje państwowe na działalność statutową.
W celu ułatwienia dostępu do Rzecznika Praw Ofiar powołani zostali lokalni pełnomocnicy funkcjonujący najczęściej przy urzędach wojewódzkich; działali oni m.in. w Częstochowie, Katowicach, Łodzi, Rzeszowie i Toruniu. Rzecznik Praw Ofiar zakończył swoją działalność 22 października 2001 roku; jego obowiązki przejęło pozarządowe Stowarzyszenie Przeciwko Zbrodni im. Jolanty Brzozowskiej, którego prezesem był Krzysztof Orszagh.

## Rzecznik Praw Ofiar województwa kujawsko-pomorskiego
Od 2000 roku instytucja Rzecznika Praw Ofiar działa przy Urzędzie Marszałkowskim województwa kujawsko-pomorskiego. W 2007 roku pełniąca funkcję Rzecznika Mariola Tuszyńska została uhonorowana wyróżnieniem „Złoty telefon”, przyznawanym przez Ogólnopolskie Pogotowie dla Ofiar Przemocy w Rodzinie „Niebieska Linia” osobom szczególnie zasłużonym w dziedzinie przeciwdziałania przemocy domowej. Biuro Rzecznika Praw Ofiar odbywa dyżury prawne w kilku miastach województwa; oprócz siedziby rzecznika w Toruniu są to: Bydgoszcz, Grudziądz, Inowrocław, Włocławek, Brodnica oraz Chełmno.